# ロベルタ・ポンツィアーニ
ロベルタ・ポンツィアーニ（Roberta Ponziani, 1996年8月4日 - ）は、イタリアのオートバイレーサー。

## 経歴

### キャリア初期
9歳の時にミニバイク競技を始め、2014年・2015年CIV・ジュニアミニモト選手権でシリーズチャンピオンを獲得。2016年から2019年までヤマハ・R3カップに参戦し、2019年にランキング11位（女子部門1位）を記録した。2019年から2023年までヨーロッパ女子選手権に参戦し、3位4回を獲得。

### FIM女子世界選手権
2024年、ヤマハ・モトックスレーシング・WCR・チームからFIM女子世界選手権に参戦。第4戦クレモナのレース1でファステストラップを記録し、レース2ではポールポジションからスタートし、2位表彰台を獲得。参戦初年度のランキングは5位で終え、2025年にフォワード・レーシングに移籍。

## レース戦績

### FIM女子世界選手権
- ボールド体のレースはポールポジション、イタリック体のレースはファステストラップを記録。

| 年     | バイク | 1      | 2      | 3      | 4        | 5       | 6      | 7      | 8      | 9      | 10     | 11     | 12     | 順位 | ポイント |
| ------ | ------ | ------ | ------ | ------ | -------- | ------- | ------ | ------ | ------ | ------ | ------ | ------ | ------ | ---- | -------- |
| 2024年 | YZF-R7 | MIS1 4 | MIS2 5 | DON1 5 | DON2 Ret | ARG1 6  | ARG2 5 | CRE1 4 | CRE2 2 | EST1 7 | EST2 5 | JER1 4 | JER2 4 | 5位  | 135      |
| 2025年 | YZF-R7 | ASS1 5 | ASS2 4 | CRE1 1 | CRE2 2   | DON1 10 | DON2 5 | BAL1 4 | BAL2 4 | MAG1   | MAG2   | JER1   | JER2   | 3位* | 112*     |

* シーズン中。